# 誇張
| ウィキペディアには「誇張」という見出しの百科事典記事はありません（タイトルに「誇張」を含むページの一覧/「誇張」で始まるページの一覧）。 代わりにウィクショナリーのページ「誇張」が役に立つかもしれません。 |